# Strada Statale 65 della Futa
Die Strada Statale 65 (SS 65) ist eine italienische Staatsstraße, die 1928 zwischen Florenz und Bologna festgelegt wurde. Sie geht zurück auf zwei Teilabschnitte der 1923 festgelegten Strada nazionale 56. Wegen ihrer Führung über den Futapass erhielt die SS 65 den namentlichen Titel della Futa. Ihre Länge betrug 107 Kilometer. 2001 wurde sie abgestuft und ist jetzt in der Toskana eine Regionalstraße und in der Emilia-Romagna Provinzialstraße. Westlich parallel verläuft die A1. Durch den Bau einer Staumauer und Aufstauen des Lago di Bilancino erhielt die SS 65 eine Trassenveränderung im Staumauerbereich.